# إقليم روتانا
إقليم روتانا (بالإنجليزية: Rutana Province) هو إقليم في بوروندي، بلغ عدد سكانه 333,510  نسمة وذلك حسب إحصائيات سنة 2008، عاصمته روتانا ‏، تبلغ مساحته 1,959.45 كيلومتر مربع.

## الموقع
يشترك في الحدود مع:
- إقليم ماكامبا
  - إقليم جيتيغا
  - إقليم بوروري
  - إقليم روييغي.

## التقسيمات الإدارية
- Commune of Bukemba [الإنجليزية]‏
- Commune of Giharo [الإنجليزية]‏
- Commune of Gitanga [الإنجليزية]‏
- Commune of Mpinga-Kayove [الإنجليزية]‏
- Commune of Musongati [الإنجليزية]‏
- روتانا  [لغات أخرى]‏.